# Memnon (Mythologie)

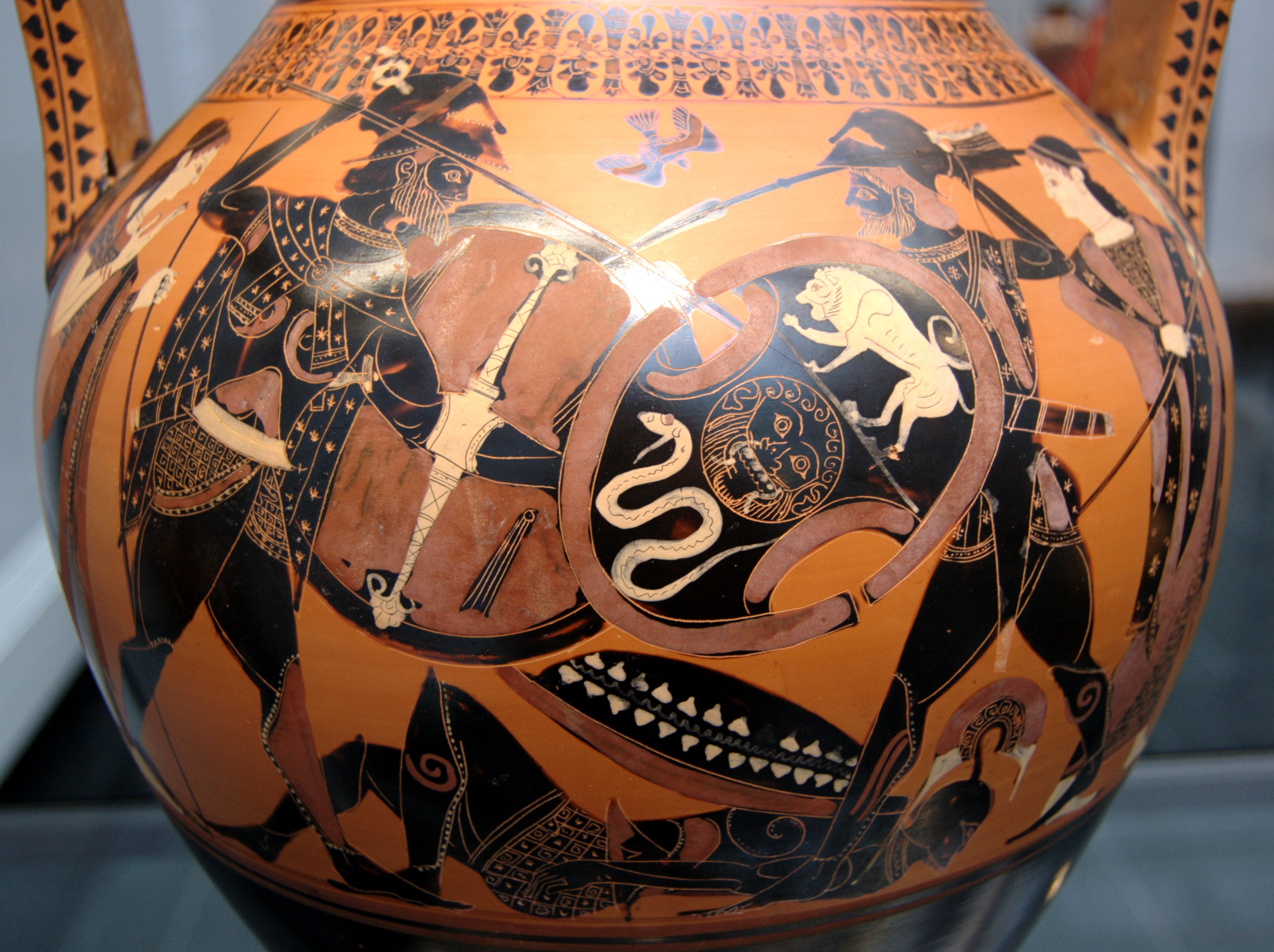
Achilleus und Memnon, zwischen Thetis und Eos – attisch-schwarzfigurige Amphore

Memnon (altgriechisch Μέμνων Mémnōn) war nach der griechischen Mythologie der Sohn von Eos (Göttin der Morgenröte, lat. Aurora) und des Tithonos (Sohn des Laomedon), somit ein Neffe des Priamos und Bruder des Emathion. Einige nennen als seine Mutter auch Hemera (oder Himera) und bezeichnen ihn entsprechend als Sohn des „Tages“. Er war der Hohe König der „Aithiopier“, oder Feldhauptmann aus Susa in Persien, wo sein Vater Tithonos Statthalter und Günstling des assyrischen Königs Teutamus und Priamos selbst dessen Vasall gewesen sein soll. So sind seine geographischen Ursprünge umstritten (Syrien, Baktrien), jedoch macht die spätere, dominierende Überlieferung ihn zum König des äthiopischen (thebanischen) Oberägypten.

## Mythos
Nach Arktinos von Milet (in der Aithiopis, zugleich dem ältesten Bericht) kam er durch das Geschenk eines goldenen Weinstockes von seinem Oheim Priamos den Trojanern im 10. Jahr des Trojanischen Krieges – kurz nach Hektors Tod – mit einer großen Flotte zu Hilfe. Dies geschah nach einigen mit so vielen Truppen von Indern und Äthiopiern, dass die Landmacht derselben nicht zu übersehen war, die übrigen aber unter seinem Admiral, dem Phalas, zur See beinahe eine gleiche Macht ausmachten. Andere setzen sein Heer nicht höher als auf zehntausend Susier, ebenso viele Äthiopier und zweihundert Streitwagen. Bei Quintus von Smyrna kommt Memnon zu einem Zeitpunkt nach Troja, unmittelbar nach einer Auseinandersetzung in der Ratsversammlung zwischen Polydamas, Helena und Priamos, welche sich darum handelte, ob der Äthiopienkönig noch etwas auszurichten vermag. Als daher Memnon, der hohe Sohn der Eos, angekommen ist, ehrt der König ihn und die Seinen durch die herrlichsten Gaben und Festmahle. Wie es unter Anführern üblich ist, führen die beiden gegen Ende des Abendessens einen Austausch von glorreichen Kriegsgeschichten und Heldentaten. Memnons Erzählungen bewegen Priamos dazu, den Äthiopienkönig als Trojas Retter zu verkünden. Trotzdem ist Memnon sehr bescheiden und warnt, dass sich seine Stärke in der Schlacht auch hoffentlich zeigen werde, gleichwohl er glaubt, dass es unklug ist, sich am Abend zu rühmen.
Vor dem nächsten Tag des Krieges, so groß ist die Liebe des Gottes zu Memnon, gebietet Zeus allen anderen Olympiern, sich nicht in den Kampf einzumischen. Im Kampf erschlägt Memnon die Pylianer Ereuthus, Pheron und Antilochos, des Nestors Sohn. Antilochos hat seinen Vater verteidigt und dabei den Freund des Memnon, Aithops, getötet. Nach Rache suchend versucht Nestor Memnon zum Kampf zu stellen, dieser besteht jedoch darauf, dass es nicht angemessen sei, gegen einen alten Mann zu kämpfen, und achtet Nestor so sehr, dass er den Kampf ablehnt. In dieser Weise ist Memnon als sehr ähnlich dem Achilles zu sehen – beide haben starke tugendhafte Werte, die Ideale in der kriegerische Kultur dieser Zeit. Als Memnon die griechischen Schiffe erreicht, bittet Nestor Achilleus – einen engen Freund Antilochos’ – ihn zu stellen und seinen Sohn zu rächen. Was zur Konfrontation der beiden Männer führt, die beide göttliche Rüstung von Hephaistos tragen – eine weitere Parallele zwischen den beiden Kriegern.

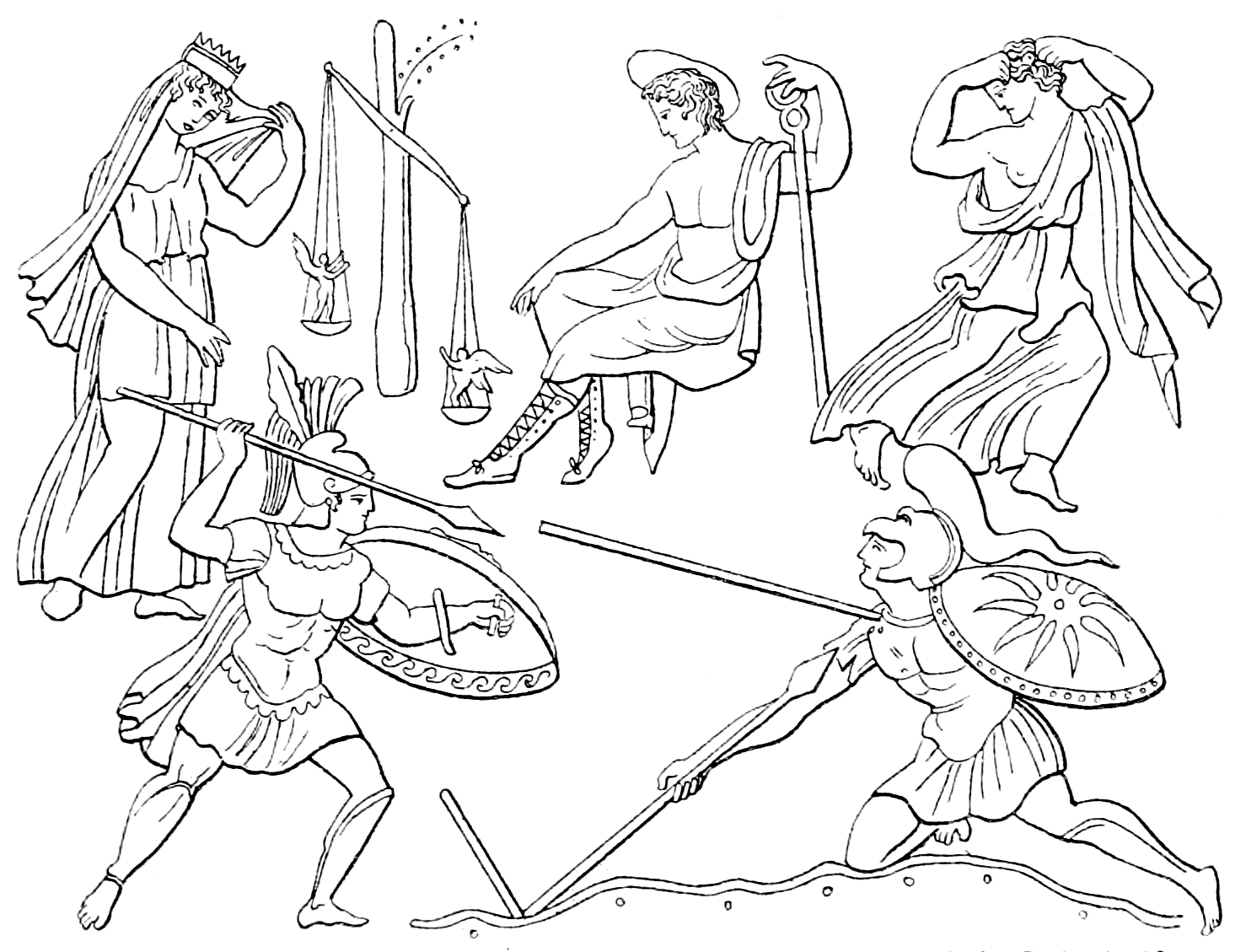
Achilles und Memnon – Kerostasie durch Hermes, Illustration nach einer Nolanischen Amphore, Süditalien 330 v. Chr.

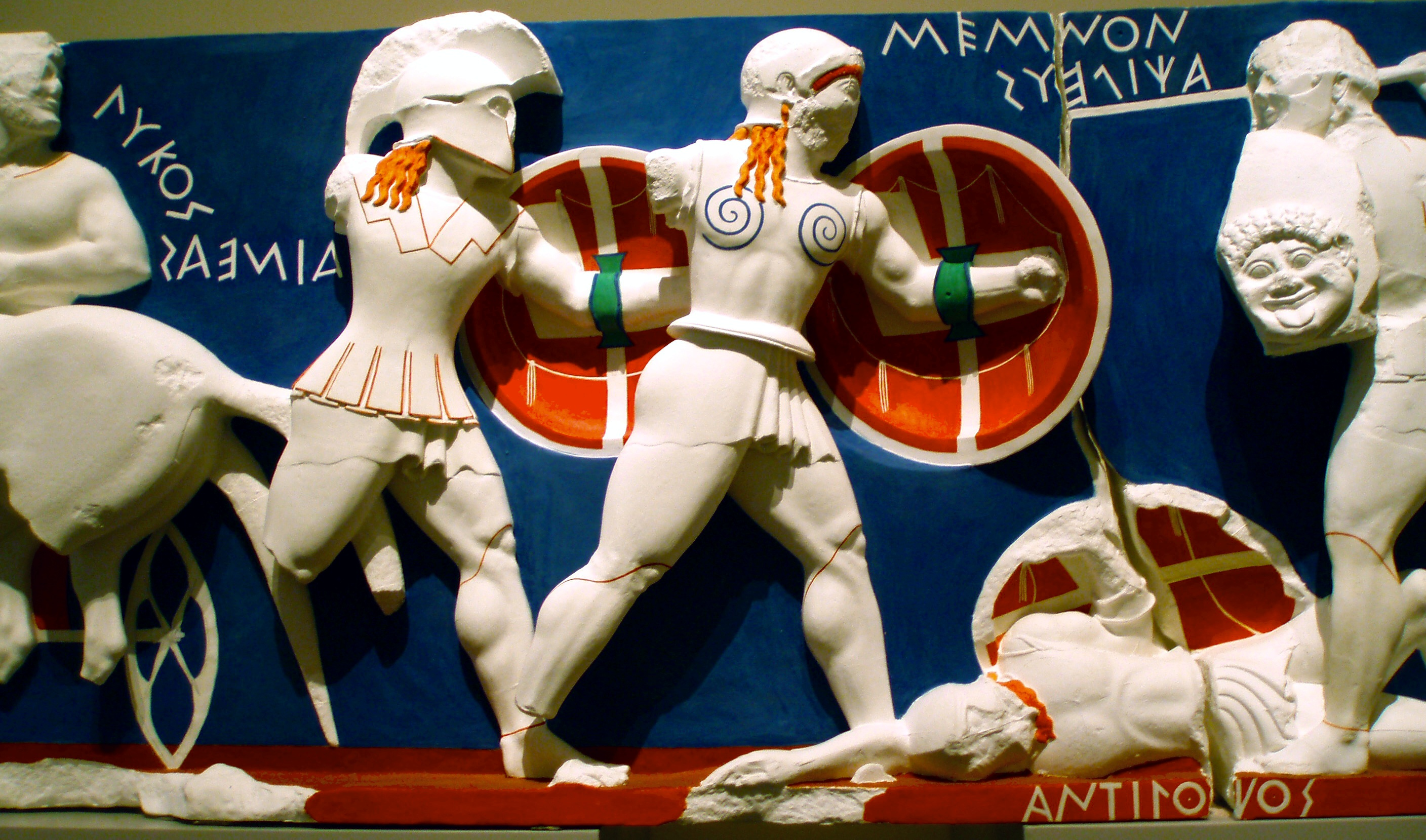
Memnon gegen Achilles. Fries des Thesauros von Sifnos in Delphi, um 525 v. Chr. Nachbildung: Georg-August-Universität Göttingen

Auszug des Zusammentreffens in der Posthomerica:
„»Elender, der du so mitleidlos die Trojaner erschlugest, jetzt steht dir ein Göttersohn entgegen, dem du nicht gewachsen bist, denn Eos, meine Mutter, die Olympierin, ist mehr denn deine Mutter Thetis, die sich allein unter den Scheusalen des Meeres gefällt!« Aber Achill lächelte nur und sprach: »Der Erfolg wird lehren, welcher von uns von edleren Eltern abstammt! Ich fordere von dir jetzt Rache für den jungen Helden Antilochos, wie ich einst an Hektor Rache genommen für meinen Freund Patroklos!«“
„Sodann ließ er sein langes Schwert aus der Scheide blitzen, und dasselbe tat Memnon. So stürzten sie aufeinander los. Zeus liebte sie beide und macht sie selbst in diesem Augenblicke größer, stärker und unermüdlicher, als Menschen sind, so dass das ganze Schlachtfeld den Zusammenstoß der Halbgötter beobachten konnte. Vergebens suchten sie einander bald über dem Schienbein, bald unter dem Panzer zu verwunden; ihre Rüstungen klirrten; das Kampfgeschrei der Äthiopier, Trojaner und Argiver stieg empor zum Himmel, der Staub wirbelte unter ihren Füßen auf, und während die Führer kämpften, feierte unter ihren Kriegern das Gemetzel nicht. Die Olympier, die von der Höhe herab zuschauten, hatten ihre Freude an dem unentschiedenen Kampfe.“
Aber Eris neigt die fatale Waage des Kampfesschicksals – der Kerostasie – die nun nicht mehr ausbalanciert ist. Schließlich sticht dann des Achilles’ Schwert, unter dem Brustbein des göttlichen Memnon, deutlich durch seinen Körper, die dunkelblaue Klinge gänzlich hervor, was seine ganze Armee in Schrecken fliehen lässt. Dann fliehen die Trojaner, von dem verfolgenden Achill wie von einem Orkan gejagt, während er seinen Myrmidonen den Leichnam zum Berauben überlässt.
Bei Homer wird er in der Odyssee nur einmal mit Namen erwähnt, noch vor Eurypylos, als der schönste der feindlichen Männer, und einmal wahrscheinlich angedeutet, wo er sagt, der leuchtende Sohn der Aurora habe Nestors Sohn, Antilochus, getötet. Zudem ist Homer der früheste bekannte Autor überhaupt, der den Begriff „Aithiopier“ (Αἰθιόπων Aithiópōn), insgesamt an fünf Stellen, verwendet.

## Nach dem Tod

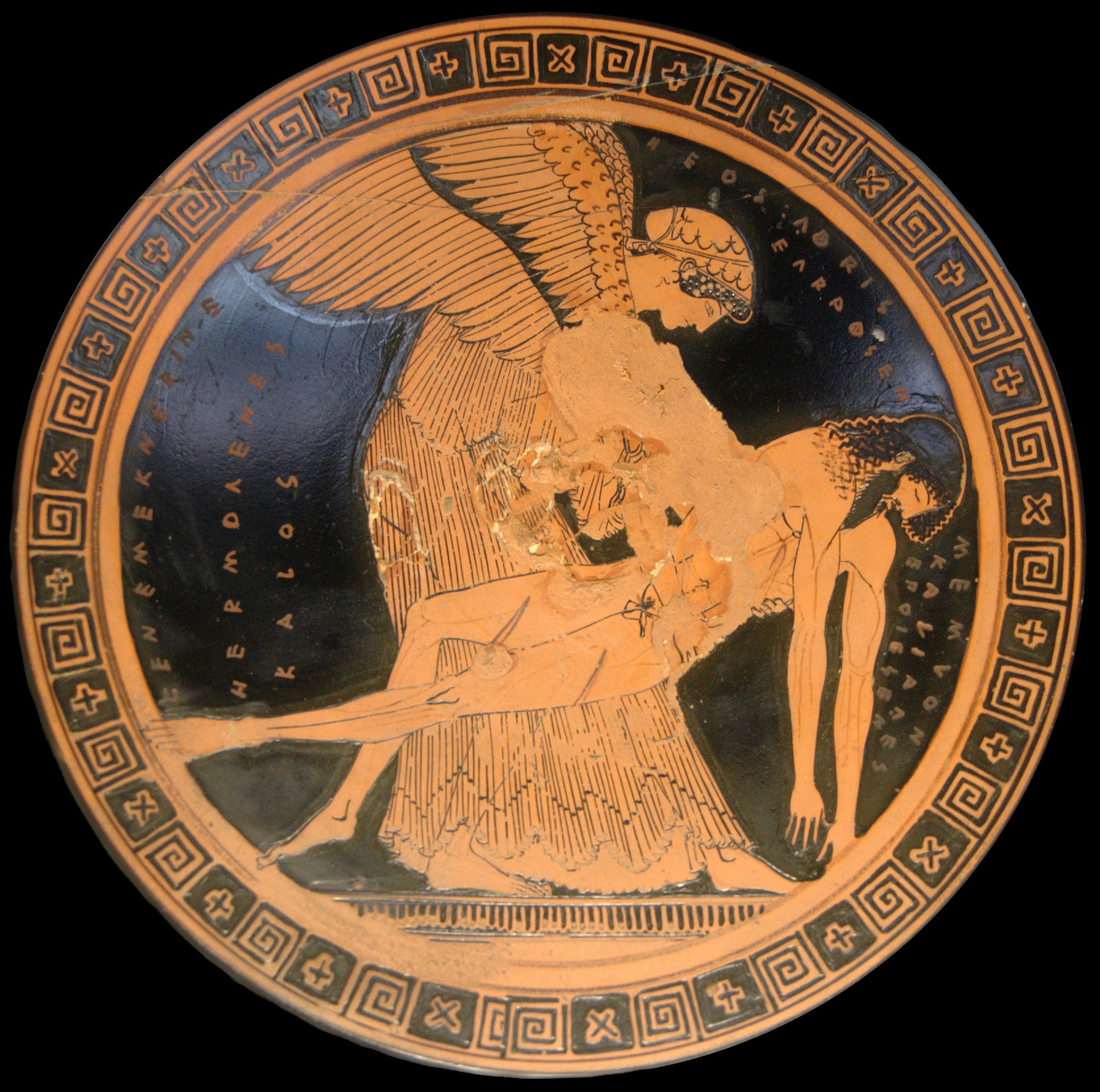
Sogenannte „Memnon-Pietà“ – rotfiguriges Vasengemälde: Eos hebt den Leichnam ihres Sohnes Memnon.

„Eos stieß am Himmel einen Seufzer aus und hüllte sich in Gewölk ein, dass die Erde Finsternis bedeckte; ihre Kinder, die Winde, flogen auf ihr Geheiß herunter auf die Ebene, ergriffen den Leib des Erschlagenen und entführten ihn durch die Lüfte aus den Händen seiner Feinde.“
Nach Memnons Tod war Zeus durch Eos’ Tränen, die jeden Morgen als Tau vom Himmel fielen, so bewegt, dass er ihm Unvergänglichkeit gewährte. Aus der Asche seines Scheiterhaufens ließ Zeus eine Schar Vögel sich erheben, die Memnoniden (Memnonsvögel – angeblich eine Art schwarzer Habichte), die sich alljährlich über dem Totenhügel bekämpfen. Seine Mutter soll seine Überbleibsel gleich hinweggeführt und zu Susa begraben haben. An dem Ort, wo er begraben worden ist, soll ein Fluss entstanden sein, welcher Paphlagonios (Paphlagoneion) hieß, und alle Jahre an dem Tage seiner Entleibung mit Blute geflossen. Sein Grab soll sich nach anderen in Galiläa am Fluss Belos (Belea), unweit Ptolemais, nach Simonides beim Fluss Bada, in Syrien befunden haben. Nach gewöhnlicher griechischer Tradition befand sich das Grab des Memnon, durch Priamos, an der Mündung des Flusses Aisepos, am Ufer des Hellespont, mit dessen Wasser die Memnonsvögel ihre Flügel benetzten und damit den Platz seines Begräbnisses jährlich besprengt haben sollen.

## Künstlerische Darstellungen

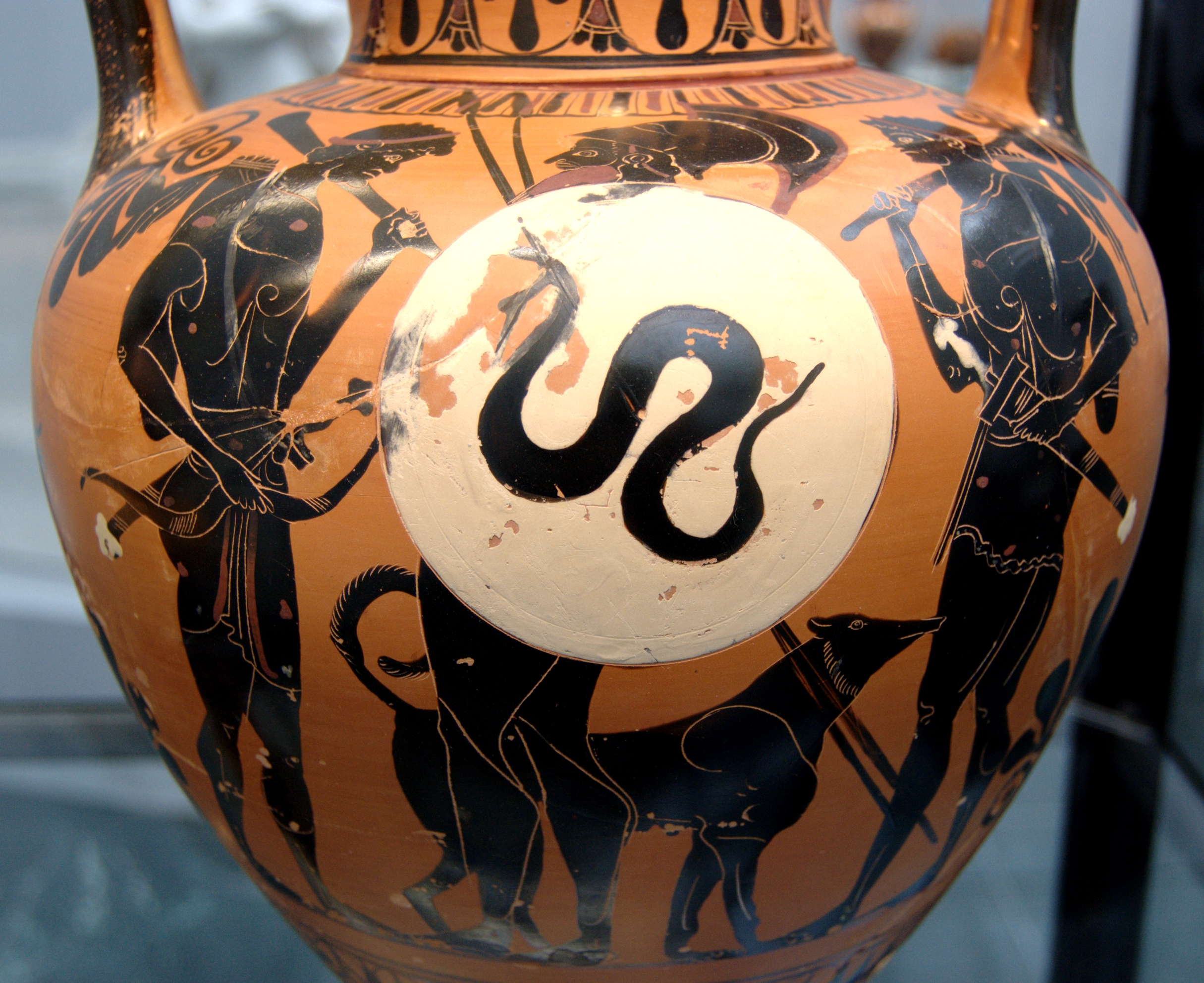
Memnon zwischen zwei Äthiopiern – attisch-schwarzfigurige Amphore

Die bildende Kunst fand in den beiden von ihren göttlichen Müttern so ängstlich behüteten Helden, Achilles und Memnon, einen willkommenen Typus für ein Kämpferpaar. Zahlreich sind die Darstellungen des Kampfes zwischen Memnon und Achilles auf Tongefäßen und Reliefs, die älteste auf einer Amphore um 650–630 v. Chr., wobei die Szene der Psychostasie (Wiegen der Seelen) beliebter als die von Achilles und Hektor ist. Über Memnons Rüstung und Rosse im Epos lehren die erhaltenen Bildwerke nicht viel. Memnon wird hellhäutig dargestellt, während seine äthiopischen Begleiter dunkelhäutig waren, wie es der Fall ist bei dem Hals einer Amphore des Exekias (ca. 540–530 v. Chr.). Memnon wird dort bärtig, mit seiner Rüstung Gottes bekleidet dargestellt. Bei Vergil ist er jedoch dunkelhäutig beschrieben.
Ein etruskischer Spiegel im Cleveland Museum of Art zeigt die vierflügelige Eos, die den Leichnam des Memnon nach Äthiopien bringt. Die Szene mit des Antilochus Tod und Memnons Gefecht mit Achilles sieht man auf der ilischen Tafel dargestellt. Sie war auch an dem Thron des Apollo zu Amyklai in Bildhauerarbeit von Bathykles abgebildet.

## Verehrung
Nach ihm bezeichneten die Griechen und Römer fälschlicherweise die Memnonkolosse bei Theben in Ägypten, die den Pharao Amenophis III. (mit dem Beinamen Meiamoun, d. h. »der von Ammon Geliebte«) darstellen. So lange die obere Hälfte desselben, durch ein Erdbeben abgeworfen, am Boden lag, gab das Bild Morgens bei Sonnen-Aufgang einen klingenden Ton von sich, der sich durch einen Luftzug, welcher im Augenblick des größten Temperatur-Unterschieds zwischen der äußern und der in den Poren des Steins eingeschlossenen Luft durch die letzteren hindurchstrich, natürlich erklärt, von den Alten aber ins Gebiet des Wunderbaren gezogen und namentlich als ein wehmütiger Gruß, den der gefallene Sohn seiner Mutter Aurora darbringe, gedeutet wurde. Nachdem der Kaiser Septimius Severus das Bild wieder zusammengefügt hatte, verstummte der Ton, wiewohl noch Reisende der Neuzeit eine Spur davon vernommen haben wollen. Erst die Verwechselung mit Amenophis gab die Veranlassung, dass man jenen in das oberhalb Ägyptens gelegene Äthiopien versetzte und folgerichtig teilweise zum Schwarzen machte, während bei den älteren Griechen Äthiopien bloß ein Land am äußersten Ostrand der Erde bedeutete.
Er hatte seinen besonderen Tempel in Assyrien. So wurden ihm auch zu Theben in Ägypten Opfer gebracht und göttliche Ehre erwiesen. Er soll auch zu Susa verehrt und dieser Ort eben deswegen Memnonia (Memnonea), die memnonische Stadt, genannt worden sein, und die Königsburg selbst das Memnonium – welchen persischen Heros sie dabei mit dem griechischen vermengt haben, ist unbekannt. Sein ganz ehernes Schwert wurde, samt dem Spieße, welches unten und oben auch von Erze war, heilig in dem Tempel des Asklepios zu Nikomedia aufgehoben. Seine Abreise von dem Flusse Choaspes bis nach Troja soll so sicher gewesen sein, dass man noch lange nachher alle die Lager zeigte, die er auf dem Wege gehabt, den er genommen hatte. Gleichwohl musste er unterwegs mit den Solymern kämpfen, die sich seinem Durchzug widersetzten.